# Бруквілл (Пенсільванія)
Бруквілл (англ. Brookville) — місто (англ. borough) в США, в окрузі Джефферсон штату Пенсільванія. Населення — 3924 особи (2010).

## Географія
Бруквілл розташований за координатами 41°9′42″ пн. ш. 79°4′58″ зх. д. / 41.16167° пн. ш. 79.08278° зх. д. (41.161675, -79.082652). За даними Бюро перепису населення США в 2010 році місто мало площу 8,35 км², з яких 8,11 км² — суходіл та 0,24 км² — водойми.

## Демографія
Згідно з переписом 2010 року, у селищі мешкали 3924 особи в 1743 домогосподарствах у складі 1032 родин. Густота населення становила 470 осіб/км². Було 1947 помешкань (233/км²).
Расовий склад населення:
| - 97,8 % — білих - 0,4 % — чорних або афроамериканців - 0,4 % — азіатів - 0,1 % — корінних американців |

До двох чи більше рас належало 1,0 %. Частка іспаномовних становила 1,1 % від усіх жителів.
За віковим діапазоном населення розподілялося таким чином: 19,6 % — особи молодші 18 років, 58,4 % — особи у віці 18—64 років, 22,0 % — особи у віці 65 років та старші. Медіана віку мешканця становила 44,9 року. На 100 осіб жіночої статі у селищі припадало 84,7 чоловіків; на 100 жінок у віці від 18 років та старших — 81,2 чоловіків також старших 18 років.
Середній дохід на одне домашнє господарство становив 53 986 доларів США (медіана — 40 162), а середній дохід на одну сім'ю — 68 514 долари (медіана — 56 200). Медіана доходів становила 48 491 долар для чоловіків та 33 988 доларів для жінок. За межею бідності перебувало 15,8 % осіб, у тому числі 27,3 % дітей у віці до 18 років та 9,4 % осіб у віці 65 років та старших.
Цивільне працевлаштоване населення становило 1747 осіб. Основні галузі зайнятості: освіта, охорона здоров'я та соціальна допомога — 27,5 %, виробництво — 16,7 %, роздрібна торгівля — 9,7 %, публічна адміністрація — 8,4 %.